# Resolutie 2131 Veiligheidsraad Verenigde Naties
Resolutie 2131 van de Veiligheidsraad van de Verenigde Naties werd met unanimiteit van stemmen aangenomen door de VN-Veiligheidsraad op 18 december 2013 en verlengde de waarnemingsmissie in de Golan-hoogte tussen Syrië en Israël wederom met een half jaar.

## Achtergrond
Na de Jom Kipoeroorlog kwamen Syrië en Israël overeen de wapens neer te leggen. Een waarnemingsmacht van de Verenigde Naties moest op de uitvoer van de twee gesloten akkoorden toezien.
In de marge van de protesten in Syrië vonden ook in het operatiegebied van de macht demonstraties plaats. Op 15 mei en 5 juni 2011 probeerden die Israël binnen te dringen, en daarbij vielen vele doden; het ernstigste incident in UNDOF's bestaan.
In datzelfde jaar begon ook de opstand in Syrië tegen de heerstende dictatuur. Deze opstand draaide uit in een burgeroorlog die eind 2013 nog steeds voortduurde. Op 1 oktober 2013 vielen enkele gewonden bij gevechten. Verder waren enkele malen UNDOF-voertuigen beschoten en op 1 november zijn vier leden van de missie gevangengenomen door milities van de opstandelingen.

## Inhoud

### Waarnemingen
De situatie in het Midden-Oosten bleef gespannen. Zowel Syrië als Israël waren gebonden aan het akkoord over de terugtrekking van troepen uit 1974 en moesten de toen gesloten wapenstilstand respecteren. Er waren echter militaire activiteiten gaande in de scheidingszone die de wapenstilstand in het gedrang brachten. Zo hadden er hevige gevechten plaatsgevonden in het kader van de Syrische Burgeroorlog. Daarbij waren meermaals gewonden gevallen in UNDOF-rangen.

### Handelingen
De betrokken partijen werden opnieuw opgeroepen resolutie 338 uit 1973 uit te voeren en de wapenstilstand uit 1974 te respecteren. Er werd benadrukt dat er geen militaire activiteit mocht zijn in de scheidingszone; ook geen operaties van het Syrische leger en ook niet door de Syrische opstandelingen. Iedereen werd ook opgeroepen mee te werken met UNDOF en diens bewegingsvrijheid en veiligheid te verzekeren. Het mandaat van UNDOF werd ten slotte met zes maanden verlengd, tot 30 juni 2014.

## Verwante resoluties
- Resolutie 2108 Veiligheidsraad Verenigde Naties
- Resolutie 2115 Veiligheidsraad Verenigde Naties
- Resolutie 2163 Veiligheidsraad Verenigde Naties (2014)
- Resolutie 2172 Veiligheidsraad Verenigde Naties (2014)

Lijst ·  2086 ·  2087 ·  2088 ·  2089 ·  2090 ·  2091 ·  2092 ·  2093 ·  2094 ·  2095 ·  2096 ·  2097 ·  2098 ·  2099 ·  2100 ·  2101 ·  2102 ·  2103 ·  2104 ·  2105 ·  2106 ·  2107 ·  2108 ·  2109 ·  2110 ·  2111 ·  2112 ·  2113 ·  2114 ·  2115 ·  2116 ·  2117 ·  2118 ·  2119 ·  2120 ·  2121 ·  2122 ·  2123 ·  2124 ·  2125 ·  2126 ·  2127 ·  2128 ·  2129 ·  2130 ·  2131 ·  2132